# Paco Borrego
Francisco José Borrego Campos (Jaén, España, 6 de junio de 1986), futbolista español. Juega como defensa y actualmente ejerce como director deportivo del Chelsea

## Trayectoria
Juega de defensa central y tras cuajar una buena temporada 2008/2009 en la SD Huesca fue renovado. Ese año jugó 23 partidos. En la temporada 2009/2010 jugó un total de 13 partidos, acumulando un total de 1117 minutos. No fue renovado y fichó en julio de 2010 por el Doxa Katocopia de la primera división de Chipre, aumentando la nómina de españoles en dicha liga. En el curso 2011-2012 ha fichado por el Elche C. F. por dos temporadas, pero a finales de agosto ha fichado por la UD Salamanca. Jugó también en la U.D.Barbastro
Después de su paso por el San Fernando CD de Segunda B en las últimas dos campañas, ficha para la campaña 2014/15 por el AD Mérida de la Tercera extremeña con el único objetivo de quedar campeón y ascender a Segunda B.
En la actualidad ejerce como director deportivo del chelsea equipo de la premier league.

## Selección nacional
Ha sido internacional con la Selección de fútbol de España en la categorías sub-16, sub-17 y sub-19.

### Participaciones en Copas del Mundo
| Mundial                               | Sede      | Resultado  |
| ------------------------------------- | --------- | ---------- |
| Copa Mundial de Fútbol Sub-17 de 2003 | Finlandia | Subcampeón |

## Clubes
| Club                              | País   | Año       |
| --------------------------------- | ------ | --------- |
| Real Jaén (categorías inferiores) | España | ?         |
| Barcelona (categorías inferiores) | España | ?-2006    |
| Barcelona C                       | España | 2005-2006 |
| Sevilla Atlético                  | España | 2006-2007 |
| Barbastro                         | España | 2006-2007 |
| Huesca                            | España | 2007-2010 |
| Doxa Katokopias                   | Chipre | 2010-2011 |
| Salamanca                         | España | 2011      |
| Elche                             | España | 2011-2012 |
| San Fernando                      | España | 2012-2014 |
| Mérida                            | España | 2014-2016 |
| Badajoz                           | España | 2016-     |